# V-2火箭
V-2火箭是指德国在第二次世界大戰中研制的一种長程彈道导弹，也是世界上最早投入实战使用的弹道导弹，其目的在于从欧洲大陆准确地打击英国本土不大于倫敦市全市的大型目标，根據2011年BBC的一部紀錄片，全部戰果共造成近萬名英國軍民死亡。1944年6月20日，德軍V-2火箭試射（編號MW 18014）成功穿越電离層中的卡門線（Kármán line），因此有認為它是人類歷史上第一個飛行至太空的人造物體，因此可以算是世界上第一個航天器。

## 德國在火箭領域的開發
1925年，德國人率先在奧比爾公司生產競賽用汽車上試驗了火箭推進器。儘管試驗並沒有得到預期的成果，但德國科學家並未放棄新的探索，反而更著手設計飛向同溫層高空的探空火箭。
1927年，以赫爾曼·奧伯特為首的一批德國科學家與工程師成立了民間的太空旅行學會，這是全世界第一個航太科技研究協會。1929年，奧伯特與他的助手們開始研發液態火箭推進器。
1932年後德國陸軍開始想到了液態燃料火箭作為長程攻擊武器的可能性，並派遣對火箭研發有興趣的瓦尔特·多恩伯格上尉負責籌組相關事宜，瓦爾德招募了當時為經濟狀況煩惱的沃納·馮·布勞恩為首的火箭研究小組進入德國陸軍兵器局，開始進行液態火箭推進器的試驗，同年，德軍在柏林南郊的库默斯多夫建立了火箭試驗場。
從1933至1941年的8年期間，多恩伯格與馮·布勞恩的研發團隊不斷進行火箭研發，第一代的A-1重150kg，直徑0.3m，長1.4m，採用酒精與液態氧推進劑，但推力只有3000kgf。由於設計不合理，因此A-1火箭試驗失敗。
1934年12月19日及20日，馮·布勞恩的研究團隊成功發射兩枚重500公斤，安裝陀螺儀並以液態氧及乙醇為動力來源的A-2火箭，發射地點位於德荷邊界的博爾庫姆島，此次測試兩枚火箭以2.2公里及3.5公里的射程掉落北海，A-2火箭開發案到1936年結束。
由於A-2火箭得到了滿意的成果，於是德軍更近一步著手研究第二代的A-3與A-4火箭開發計畫，其中A4火箭的預定目標為射程175公里、最大射高80公里、酬載量1噸的大型火箭，由於實驗規模已經大到舊試驗場無法提供足夠測試空間，因此德國選擇了東部奧得河的出海口處的一個名叫佩內敏德的漁村，興建新的火箭試驗基地（HVP）。
除了液態火箭以外，德國空軍也在此地開始研發FI-103無人駕駛飛行器的研究工作（FI-103即後來的V1火箭），代號FZG-78。1942年FI-103研發成功後，納粹的宣傳部長戈培爾親自將此種新式兵器命名為「V-1火箭」。V指的是德文的Vergeltungswaffe（復仇武器）一辭縮寫，他意味著德國要用這種新兵器為第一次世界大戰的失敗雪恥，並向戰勝國復仇。
A-3火箭重達750kg，直徑0.7m，長6.5m，推力增大到14700kgf，然即使A-3火箭試驗成功，但A-3火箭的射程距離仍舊未達當時研究團隊的期待。接著一種新型態的A-4火箭設計方案開始提出並接受試驗。在1937年得到了德國陸軍的支持，撥款了2000萬馬克作為A-4火箭研發經費。A-5火箭則是A-3火箭的改良版，A-4火箭在吸取A-5火箭的研發經驗與資料後，在1942年正式研發成功。隨即量產製造，1944年9月正式命名「V-2火箭」，並在9月8日的倫敦攻擊揚名於世。

## 結構
1. 彈頭
2. 導引陀螺儀
3. 導引波束及無線電指令接收器
4. 酒精水溶液
5. 彈體
6. 液態氧
7. 過氧化氫
8. 高壓氮氣鋼瓶
9. 過氧化氫反應室
10. 渦輪推進幫浦
11. 酒精/氧氣燃燒器蓋
12. 推力架
13. 火箭燃燒室(外殼)
14. 尾翼
15. 酒精輸入管
16. 燃氣舵
17. 空氣舵

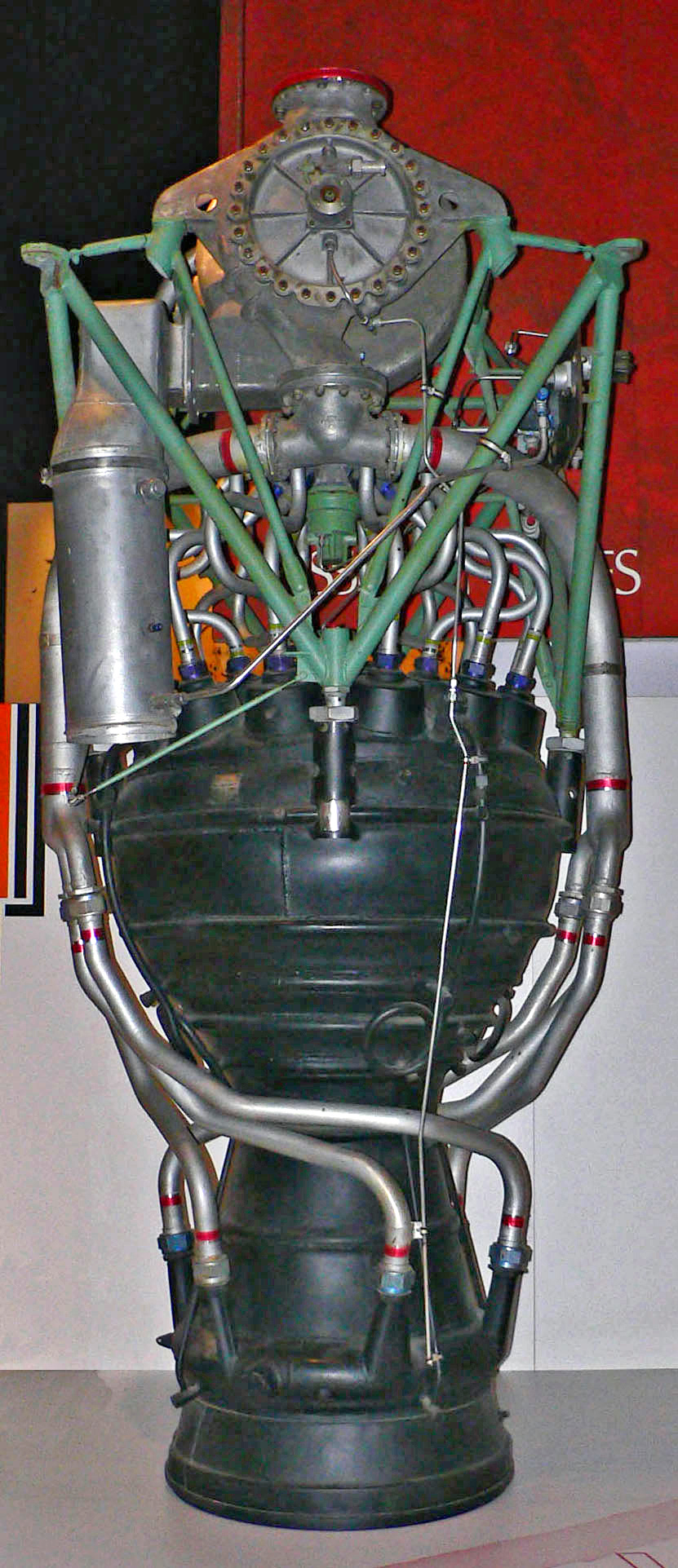
V-2火箭發動機结构

V-2可負載1,000kg的高能炸藥彈頭並射向300km遠的目標。詳細資料如下：
- 結構：一體成型液態火箭（彈體彈頭不分開）
- 全長：約14m
- 直徑：約1.7m
- 離陸時質量：12,800～13,000 kg
- 離陸時推力：27,000kgf
- 最大飛行高度：約為100km左右
- 最大飛行速度：4.8馬赫

V2火箭是一个由约20000个零件构成的单级火箭。火箭的外壳是板杆结构并使用薄钢板覆盖。火箭具体由4个部分组成：
- 在火箭上部尖端，安装战斗部和撞击引信
- 在尖端下面的仪表舱，安装电池和陀螺仪等制导装置
- 在火箭中部，安装有酒精和液氧的储罐
- 在火箭尾部，安装有推进结构，装有氮气的压力瓶，蒸汽发生器，燃气涡轮泵，燃烧室，推力喷嘴，燃气舵和空气舵。

### 炸药
在火箭的尖端搭载了大约738 kg的阿马托炸药混合物。由于这一部分在飞行中会因为空气阻力摩擦被加热，只能使用引爆温度在200 °C以上的炸药混合物。

### 導引
火箭上的尾翼和空气舵可以起到稳定火箭和控制飞行的作用，然而它们只能在较高的速度下才有效果。在发射初期，4只在发动机射流中放置的由石墨制成的燃气舵负责控制。所有的舵面都由伺服马达驱动。
導引方面，V2火箭使用了当时极为先进的惯性導引系统。两只陀螺仪自主地保持预先设定的火箭弹道。由Hagen der Accumulatoren Fabrik AG (AFA)工厂生产的电池为弹道控制和舵面操纵提供电力。这些电池和所谓的“混合仪器”安装在战斗部下方的仪表舱内。这些仪器包括一台模拟式电子计算机，其获取从陀螺仪传来的横向和纵向误差并据此操作燃气和空气舵改正飞行弹道。为了提高命中精度，在很多试验火箭中还测试了电波導引，而且也並未成功，原因是缺乏反饋方法，故在真正的作战中因为担心敌方的干扰未投入使用。
在发射同时启动的定时装置，可以在发动机燃烧3秒之后调节導引平台的角度，使得火箭从竖直飞行转向一个倾斜的弹道。这一角度的设定取决于要完成的飞行弹道。在发射前火箭在发射架上是完全竖直的，但是沿着纵向需要旋转一个角度，使得一个特别标记的箭头指向目标方向。

### 推进
V2火箭是一种液体火箭，使用了75%的乙醇和液氧作为燃料。在工程师瓦尔特·蒂尔的领导下，推进剂最佳的混合比例、燃料喷嘴的配置和燃烧室的形状都得以研究。为了将大量的乙醇和液氧输入燃烧室以便产生足够的推力，火箭上还需要所谓的燃料泵。这一燃料泵使用集成在上面的一个500马力的蒸汽涡轮作为动力，其蒸汽在蒸汽发生器内由过氧化氢和高锰酸钾进行混合而产生。过氧化氢的供应则来自箭上的几个200巴压力的氮气储罐，它们也用来驱动多个阀门的操纵。在V2火箭中，制导系统和十分精确并因此难以制造的泵是当时最昂贵的零件。
在燃烧大约60秒之后，火箭达到其最高速度，约5500 km/h（大约5马赫）。燃气从发动机喷出的速度大约 2000m/s。整个250到300公里的航程只需要5分钟就可完成。且由於彈道飛彈在終端速度極快（約4馬赫以上的超音速），遠高於當時同盟國空防的反應所需時速，因此防不勝防。基本上當時英軍只能靠聲音與雷達約略測量預估彈道後，在飛彈尚未擊中目標前，以高射炮發射高爆彈藥射擊彈道企圖攔截之。另外，在二戰中V-2也廣泛採用迷彩塗裝，以避免遭到空軍辨識空襲，在二戰末期更全面採用橄欖綠作為迷彩。不過在試驗中，V-2則是用黑白相間的塗裝作為辨識。
從1944年6月13日到1945年3月的短短十個月間，德軍共發射了15000枚V-1飛彈與3000枚V-2飛彈，共造成英國31000人喪生。V型彈道飛彈的出現，亦拉開了新式作戰的序幕，V-2的出現意味著各種新興彈道飛彈的戰略、戰術運用。在歷史上，美蘇兩大強國亦在彈道飛彈著力深厚，並發展了各式彈道飛彈，以及冷戰鐵幕的相互對立型態。

## 二戰後及後期

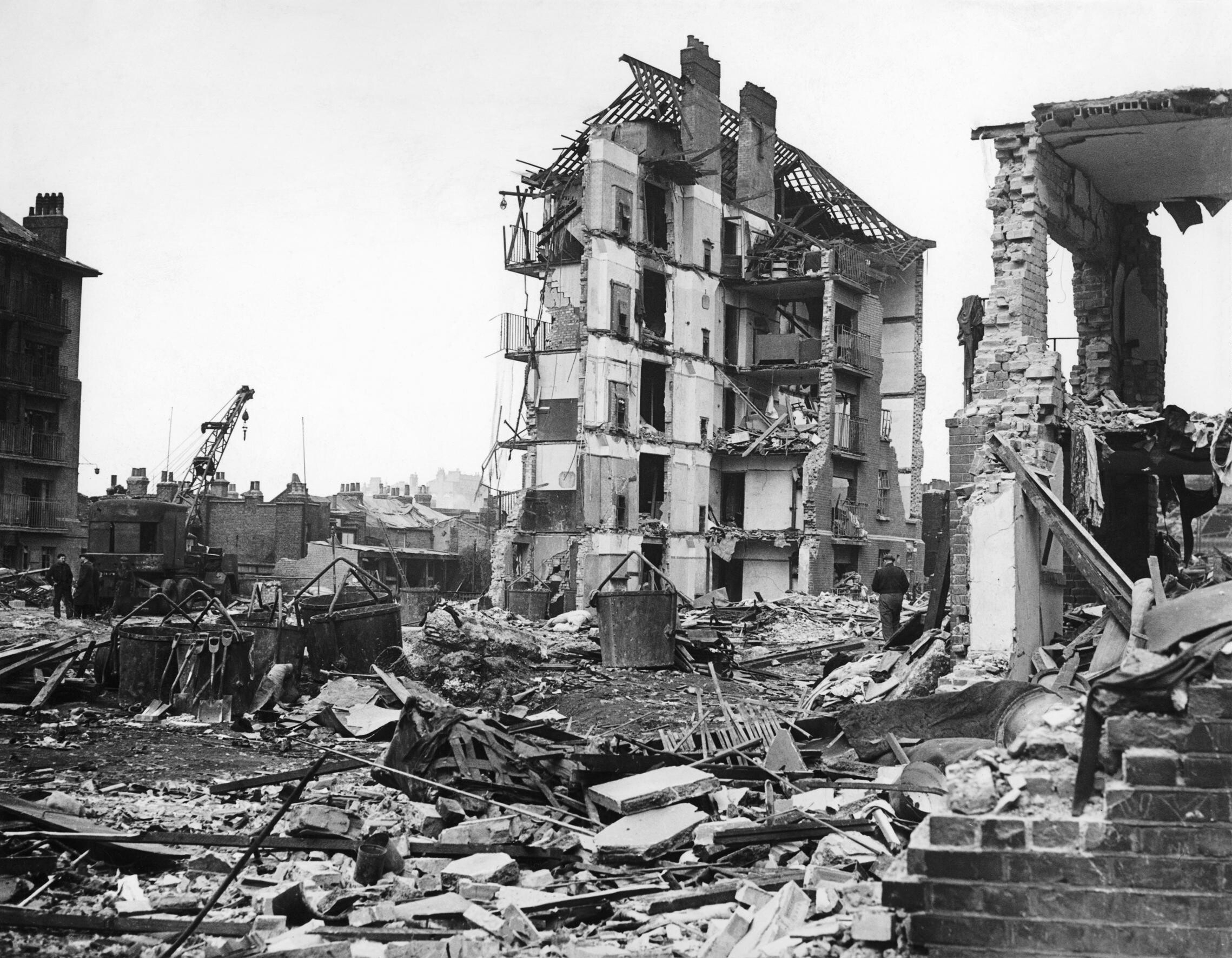
1945年3月27日，一枚V2導彈擊中倫敦白教堂附近導致134人死亡

二次大戰後期，納粹德國的V-2火箭飛越英倫海峽轟炸倫敦，雖然V-2對英國的實質損害不大，但是不像V-1飛彈可攔截，因此對英國的社會人心造成莫大影響。
大戰一結束，美蘇雙方都急著要掌握德國的火箭技術，但是按照雅爾達密約，V-2火箭生產工廠的主要所在地佩內明德劃給了蘇聯託管，美國心有不甘，在美國政府的支持下，美軍組成了一個突擊隊下令緊急展開一項代號「迴紋針」的任務。在1945年5月22日到5月31日的10天之內，美軍挺進巴伐利亞區並佔領當地，動用了300節火車車廂和13艘輪船，把近百枚的V-2火箭以及相關的一切設備和半成品搶運一空，蘇軍在6月1日抵達的時候，只看到一座座空蕩蕩的工廠。
1945年3月29日，在黑森州的布罗姆斯基尔兴火车站，美国人获得了10枚完整的V2火箭以及移动发射平台、推进剂和操作说明。这些V2火箭于3天后被运往安特卫普的港口，之后运至美国，成为了美国火箭科技的基础。
1945年5月2日，因担心德国入侵苏联而招致苏联报复，冯·布劳恩向美军投降，并和其他的同行的科学家一起被送往美国（回纹针行动）。
美國雖然獲得了許多V-2的半成品和製造設備，但最可貴的是美國情報單位成功地“說服”了包括德國軍方火箭計畫負責人瓦尔特·多恩伯格中將及開發團隊核心馮·布勞恩博士與相關的126位研究團隊成員前往美國，並分別安置在德州的福特布里斯的火箭研究小組以及新墨西哥新建的白沙飛彈靶場。1945年9月，馮·布勞恩抵達美國，時年33歲。他们在短暂交接了V2技术，并通过协助美国技术人员设计第2代火箭教会其工作方法后，1952年后即因曾经的纳粹军人身份被排斥在火箭项目之外并限制回国，在随后的数年间馮·布勞恩只为一些小杂志编写了几篇将火箭用于太空开发的简单设想。直至苏联的火箭项目在1957年突飞猛进，且1959年谢尔盖·帕夫洛维奇·科罗廖夫发展出划时代的重达280吨的R-7弹道导弹后，美国自己的技术人员还在100吨以下的中型火箭上失败连连，被迫将前德國軍方火箭計畫人员重新启用，自此以後美國的火箭工業和太空發展就扶搖直上。除了軍事用途，V-2火箭在研究高層大氣和電離層，以及對地球表面拍照等科學課題上也非常有用。
1945年10月，英国人让来自当时德国的发射场的战俘在库克斯港附近发射了多枚V2火箭，以便向盟军占领军的代表展示发射的过程（逆火行动）。在这一行动中，发射的过程被以秘密的影像资料的形式记录下来，这一影像现在还可以在佩内明德的博物馆看到。
在北豪森的集中营，大约100枚V2火箭和相关的零件在蘇军占领前被美军运走，并运往美国本土。这些收获成为了美国宇航发展的基石。其中一枚火箭可以在华盛顿的国家航空航天博物馆见到，另一枚因为电影拍摄工作的原因，在20世纪50年代被重新运往德国，现展出于慕尼黑的德意志博物馆。1945年夏天开始的对重要火箭工程师的争夺，在代号为阴天（Overcast）的行动下进行。
运往美国的V2火箭在1948年3月于新墨西哥州的白沙导弹试验场得以测试。这里测试的修改后的火箭，在V2上安装了一枚飞弹作为第二级，被称为Bumper。这种修改后的火箭在1950年于卡纳维拉尔角首次得以测试。
在亚拉巴马州的亨茨维尔，在红石实验场成立了第一个火箭研发中心。在这里德国的科学家一共发射了67枚V2火箭。它们成为了后来的红石导弹和其他很多类似的导弹甚至是土星五号的基石。
1946年，美國海軍實驗室發射了一枚V-2火箭，射到數百公里的高空，用來觀測來自太陽的紫外線，這也是V-2火箭第一次應用在太空研究，從此開啟了太空科學的新頁。此外V-2火箭亦用來當作载人飞行试验載具，並搭载过猴子一类的小动物升空。
同时，苏联也在1945年夏天，于苏占区抓捕了一大批德国的科学家前往苏联，并于1946年将他们和他们的家庭成员以及剩余的工程和制造设施运往苏联本土，以便进行火箭的开发。苏联同样对这些前德國軍方火箭計畫人员保持警惕，苏联的R-1导弹是直接的V2火箭的复制，但被要求小至每一颗螺丝都要由苏联技术人员亲手按德国人的方法制造，于1947年在卡普斯京亚尔靶场发射。V2火箭也成为了苏联宇航科技和导弹武器的基石。在R-1发射成功后，这些德国軍方火箭計畫人员即被送回东德，他们对苏联随后的火箭发展情况一无所知。莫斯科遣散德国科学家后直接支持谢尔盖·帕夫洛维奇·科罗廖夫等设计局，机密地系统化地开发出从R-2至R-7一系列火箭。
在桑迪行动（Operation Sandy）中，一枚V2火箭于1947年9月6日在中途岛号航空母舰上发射，成为第一枚舰载导弹。

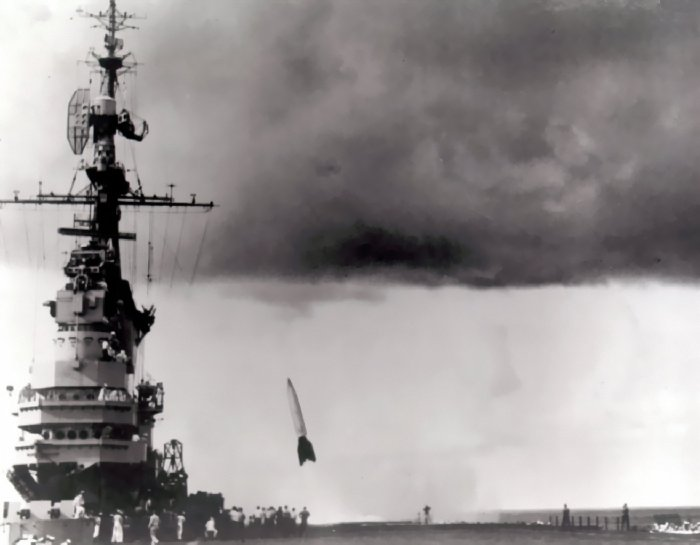
美國海軍航空母艦中途島號正試射從德軍手中缴获的V-2火箭

加拿大的Canadian Arrow公司为了参与Ansari X-Prize大奖赛，制造了一种延长了2米的V2火箭，其可将游客送往太空。